# Santuari de la Mare de Déu del Padró
El Santuari de la Mare de Déu del Padró és una església de Sant Hilari Sacalm (Selva) inclosa a l'Inventari del Patrimoni Arquitectònic de Catalunya.

## Descripció
Edifici religiós orientat a ponent, i situat dintre de l'agregat de Santa Margarida de Vallors.
Té una sola nau rectangular, i una edificació annex, construïda posteriorment i la sagristia. La coberta és a doble vessant en teula àrab.
Porta d'entrada adovellada i en arc de mig punt i a cada costat una finestra amb ampit, brancal i llinda de pedra. A la part superior hi ha un ull de bou amb una reixa.
L'altar compta amb la imatge de la Verge del Padró, del s. XVII, de tradició gòtica i formes abarrocades. Se celebra un concorregut aplec el tercer diumenge de juny. La devoció a aquesta marededeu té diversos Goigs dedicats.
Corona l'edifici un campanar d'espadanya.
El més destacable són uns contraforts que hi ha a la part sud, que semblen fets amb les pedres de l'antic temple.
Els murs estan construïts amb carreus granítics mig escairats.

## Història
L'església apareix documentada el 1285 però l'edifici actual respon a una reforma del 1520 i a una ampliació del 1619. L'edifici annex es construí el 1833.
La placa de la façana del 1978 fa referència al bisbe Salvi Huix (1877-1936), natural de la zona.